# Henri Jaccard
Henri Jaccard (5 de noviembre de 1844 - 13 de junio de 1922) fue un botánico suizo. Destacado profesor en Aigle, cantón de Vaud, desde 1872.
Fue maestro en diversos establecimientos primarios y secundarios del cantón de Vaud entre 1862 a 1864 y de 1865 a 1915. También en Egipto, privadamente entre 1864 a 1865.
Sus herbarios son conservados en los "Jardines Botánicos y Museo Cantonal de Lausana" y en el Instituto de Geobotánica de la Escuela Politécnica. En 1906, publica un Essai de toponymie romande.

## Honores
Fue hecho doctor honoris causa de la Universidad de Lausana, en 1919.

## Algunas publicaciones

### Libros
- Jaccard, H. 1895. Catalogue de la flore valaisanne (Tirage à part des Nouveaux mémoires de la Société helvétique des sciences naturelles, v. 34).. Ed. Genève, H. Georg. (en francés). 472 pp.
- ----. 1903 Les noms des végétaux dans les noms de lieux de la Suisse française. Ed. Sion : F. Aymon. (en francés). IV, 64 pp.
- ----; A Becherer. 1956. Florae Vallesiacae supplementum. Ed. Zúrich. (en alemán). 556 pp.

## Honores

### Eponimia
- (Crassulaceae) Rosularia jaccardiana (Maire & Wilczek) H.Ohba[1]

- (Crassulaceae) Sedum jaccardianum Maire[2]

- (Salicaceae) Salix × jaccardii Buser ex Jaccard[3]

- (Violaceae) Viola jaccardii W.Becker[4]

- La abreviatura «Jaccard» se emplea para indicar a Henri Jaccard como autoridad en la descripción y clasificación científica de los vegetales.[5]